# Baltijskaja
Baltijskaja (in russo Балтийская?, traslitterazione anglosassone: Baltiyskaya) è una stazione della Linea Kirovsko-Vyborgskaja, la Linea 1 della metropolitana di San Pietroburgo. È stata inaugurata il 15 novembre 1955 e serve la stazione del Baltico.